# A Wartime Mother's Sacrifice
Pour plus de détails, voir Fiche technique et Distribution.
A Wartime Mother's Sacrifice est un film muet américain réalisé par Burton L. King et sorti en 1913.

## Fiche technique
- Titre : A Wartime Mother's Sacrifice
- Réalisation : Burton L. King
- Scénario :
- Producteur : Thomas H. Ince
- Société de production : Broncho Film Company
- Société de distribution : Mutual Film
- Pays d'origine :  États-Unis
- Langue : Anglais
- Format : Noir et blanc — 35 mm — 1,33:1 — Muet
- Genre : Film dramatique
- Durée :
- Dates de sortie : 
  - États-Unis : 30 juillet 1913

## Distribution
- Gayne Whitman
- Hazel Buckham : Ardath Taylor
- Bert Hadley